# San Giorgio Scarampi
San Giorgio Scarampi är en ort och kommun i provinsen Asti i regionen Piemonte i Italien. Kommunen hade 111 invånare (2018).